# Abrics de l'Apotecari
Els Abrics de l'Apotecari són un conjunt d'abrics rocosos amb representacions de pintura rupestre protegides com Patrimoni de la Humanitat en el conjunt de l'Art rupestre de l'arc mediterrani de la península Ibèrica. Estan situats en el municipi de Tarragona, a la dreta del camí de Mas Cosidor, a 3,5 km d'Altafulla.
El jaciment està constituït per un conjunt de tres abrics, formats en un context geològic de calcàries i calcarenites miocenes d'origen marí. L'abric I, el més occidental del conjunt, està orientat al sud i té unes dimensions d'uns 9 m de boca, 3 m d'altura màxima i uns 2,3 m de profunditat màxima. En una petita concavitat d'aquest abric situada a la part esquerra i a mitjana alçada d'aquest, s'ha documentat un grup de 4 barres verticals, de color vermell (Pantone 167), elaborades mitjançant la tècnica de traç simple. Totes les línies són d'unes dimensions similars: 80–108 mm d'alçada i 15–18 mm d'amplada. El seu estat de conservació és regular a conseqüència de les descamacions que pateix. Sota aquest grup de pintures hi ha 3 petites cúpules excavades a la roca mitjançant la tècnica del picotejat, una d'elles amb un canal allargat i corbat que hi comunica.
L'abric II, localitzat a escassos 5 m a l'oest del primer i orientat al sud, mesura uns 13 m d'amplada, uns 5 m d'alçada màxima i 3,5 m de profunditat. A la part central d'aquest abric s'han localitzat 2 petites figures de color negre (Pantone 405) corresponents a una representació humana i una altra aparentment d'un lepòrid. La primera, que amida uns 30 mm d'alçada, és segurament un home, dempeus, en posició frontal, que sosté a la mà dreta un element allargat amb la punta superior lleugerament corbada (potser un bastó o un arc), i a la mà esquerra un altre element allargat que a la part superior es bifurca. El possible lepòrid, d'uns 13 mm d'alçada, hauria estat representat agotzonat formant una possible escena de cacera amb el primer. Per l'elaboració d'ambdues figures, dibuixats a partir de fines línies i que deixen contorns precisos, s'hauria utilitzat carbó en estat brut (potser un branquilló) o un llapis de manganès. En aquest abric s'han documentat també dos conjunts més amb restes disperses de pintura vermellosa (Pantone 175), però que no permeten definir cap motiu. Finalment, uns 60 cm per sobre d'aquestes figures, s'observa la presència d'alguns gravats rectilinis que convergeixen en alguns punts, però sense formar cap motiu en particular.
L'abric III, format per dues pseudocavitats i orientat al sud-sud-oest, es troba aproximadament a uns 100 m a l'est de l'anterior conjunt, essent les seves dimensions de 10,5 m d'amplada, 4,9 m d'alçada màxima i 4,7 m de profunditat. A la primera concavitat es localitzen 4 representacions animalístiques corresponents a 2 cérvols i 2 animals indeterminats de color castany fosc i gris, tècnica de tinta plana i estil naturalista. La figura millor conservada és la representació parcial d'un cérvol de color castany fosc (Pantone 175), amb una alçada màxima de 27 cm. Es tracta de la regió del cap en perfil, del coll i una porció de la meitat anterior del tronc. Les banyes apareixen representades amb perspectiva torçada. Uns 24 cm per sota d'aquesta figura, apareixen les restes de la representació d'un altre animal, elaborat amb la mateixa tècnica i color que l'anterior, però en mal estat de conservació. L'alçada màxima d'aquesta figura és de 8,5 cm. Finalment, a la dreta de l'anterior figura se n'ha documentat una altra de color gris (Pantone 416), que representaria a un quadrúpede indeterminat de cos allargat. A la dreta de les anteriors representacions existeix una inscultura en forma de canal de secció en V realitzat per la tècnica de picotejat que condueix a una petita concavitat.
Les pintures dels Abrics de l'Apotecari poden incloure's des del punt de vista estilístic i formal dins dels anomenats art llevantí (abrics II i III) i esquemàtic (abric I). Més complicada és, però, la seva atribució cronològica. Pel que fa al primer conjunt, depenent dels autors oscil·laria entre l'Epipaleolític i el Neolític antic, mentre que per l'art esquemàtic s'han proposat també cronologies de l'edat del bronze.
Les pintures van ser descobertes el maig de 1994 per Eudald Carbonell i membres del laboratori d'arqueologia de la Universitat Rovira i Virgili de Tarragona durant una excursió organitzada amb motiu de la realització d'una assignatura.